# 木暮正夫
木暮 正夫（こぐれ まさお、1939年1月12日 - 2007年1月10日）は、日本の児童文学作家。 主に児童文学を手がける。元日本児童文学者協会会長。

## 略歴
群馬県前橋市出身。群馬県立前橋商業高等学校定時制　卒業。1959年、20歳の時に「光をよぶ歌」が毎日新聞主催の児童小説コンクールに入選。1961年石神井公園駅前にある福本土地住宅社に勤務する。翌年東久留米市店長になる。初めての単行本は、「ドブネズミ色の街」（理論社） 1962年）で1963年のサンケイ児童出版賞推薦となり、同年12月28日にNHKで単発ドラマとして放送される。同ドラマは、第4回モンテカルロ国際テレビ祭審査員特別賞（ウンダ賞）、国際放送カトリック協会賞、NHK放送総局長賞受賞など数々の賞を受ける。近年、NHKアーカイブスで再放送された。「また七ぎつね自転車にのる」（小峰書店） 1977年）で第7回赤い鳥文学賞、『街かどの夏休み』（旺文社） 1986年）で1987年の第27回日本児童文学者協会賞を受賞。
デビュー以来、社会的な作品から軽妙な作品、笑い話やノンフィクション作品までと幅広い作風で様々な文学作品を手がける。1992年より長らく社団法人日本児童文学者協会の理事長を務め、2006年5月、第14代会長に就任した。
2007年7月公開のアニメ映画『河童のクゥと夏休み』は、木暮の作品「かっぱ大さわぎ」「かっぱびっくり旅」を基に制作された。しかし、映画完成を目前にして肺癌により死去。67歳没。
「かっぱ」シリーズは3部作となっており、上記以外にも「クウとてんぐとかっぱ大王」という作品がある。
次男にイラストレーターのこぐれけんじろう。

## 主な作品
- 『ドブネズミ色の街』（理論社） 1962年
- 『赤とんぼの歌』（三十書房） 1964年
- 『びりっかす』（盛光社） 1966年
- 『ろじうらの太陽』（盛光社） 1968年
- 『ブタのいる町』（新日本出版社） 1973年
- 『焼きまんじゅう屋一代記』（偕成社） 1973年
- 『くるみやしきのにちようび』（金の星社） 1975年
- 『ひまねこさんこんにちわ』（小峰書店） 1979年
- 『二ちょうめのおばけやしき』（岩崎書店） 1979年
- 『街かどの夏休み』（旺文社） 1986年
- 『はじめてひこうきにのったよ』（勝又進絵、教育画劇） 1986年
- 『シャクシャインの戦い』（童心社） 1987年
- 『ブータンの朝日に夢をのせて』（くもん出版） 1996年
- 『子どもの伝記 一休』新装改訂版（ポプラ社） 2009年

ほか多数

### 「かっぱ」シリーズ
- 『かっぱ大さわぎ』（旺文社） 1978年
- 『かっぱびっくり旅』（旺文社） 1980年
- 『クウとてんぐとかっぱ大王』（旺文社） 1985年
- 『河童のクゥと夏休み』（岩崎書店） 2007年　ISBN 978-4-265-82006-1

「かっぱ大さわぎ」「かっぱびっくり旅」を同時収録した単行本
- 『クゥと河童大王』（岩崎書店） 2008年　ISBN 978-4-265-82010-8

「クウとてんぐとかっぱ大王」の新装版